# Parachelifer approximatus
Parachelifer approximatus är en spindeldjursart som först beskrevs av Banks 1909.  Parachelifer approximatus ingår i släktet Parachelifer och familjen tvåögonklokrypare. Inga underarter finns listade i Catalogue of Life.